# Otxandio
Otxandio è un comune spagnolo di 1 017 abitanti situato nella comunità autonoma dei Paesi Baschi.